# Tristán de Luna y Arellano
Tristán de Luna y Arellano (født 1510 i Borobia (Soria), død 16. september 1573 i Mexico City), også kendt som Tristán de Arellano, var en spansk opdagelsesrejsende og conquistador fra 1600-tallet. Som efterkommer af en castiliansk familie, huset Luna, der etablerede sig i byerne Ciria og Borobia, fætter til Antonio de Mendoza, første vicekonge af Nyspanien, og Juana de Zuñiga, Hernán Cortés' kone, vides ikke meget om ham, før hans ankomst i Nyspanien omkring år 1530. Han var far til Carlos de Luna y Arellano, der var vicekonge af Yucatán i 1604.

## Biografi
Han blev født i Borobia i Spanien ind i en adelig familie, og ankom til Nyspanien og blev sendt på en ekspedition for at kolonisere Florida i 1559. Han var fætter til Antonio de Mendoza, første vicekonge af Nyspanien, og Juana de Zuñiga, Hernán Cortés' kone. Han etablerede i august 1559 en kortvarig bosættelse ved nutidens Pensacola, der var en tidligste flerårige europæiske bosættelse i det kontinentale USA.
Luna havde i løbet af sine år i Mexico tjent med Francisco Vásquez de Coronado på hans ekspeditioner til de syv byer i Cíbola og knust et indianeroprør i Oaxaca. Luna blev af Luis de Velasco, vicekonge af Nyspanien (Mexico) valgt til at etablere en bosættelse ved Golfkysten i, hvad der i dag er USA, og rydde en handelspost over land til Santa Elena (nutidens South Carolina), hvor der ville blive grundlagt en anden forpost. Bugten kendt som "Filipinabugten" (nutidens Mobile Bay) var blevet anbefalet efter Guido de Lavezaris sørejse i september 1558, men Lunas flåde endte med at vælge "Ochusebugen" (nutidens Pensacolabugten) til deres bosættelse. Lunas flåde bestod af elleve skibe med besætning og mere end 1500 soldater og nybyggere, der var under tolv kaptajners ledelse; seks for kavaleriet og seks for infanteriet. Luna viste sig imidlertid at være en dårlig leder, og ekspeditionen var plaget af adskillige katastrofer, før han blev afsat, og de resterende overlevende fra kolonien blev evakueret.
Selskabet slog anker i Pensacolabugten (kendt som "Ochuse siden Francisco Maldonados ekspeditioner under Hernando de Sotos ekspeditioner i 1539-1543) og etablerede i løbet af sen august og september i 1559 bosættelsen ved navn Santa Maria de Ochuse. Luna sendte faktoren Luis Daz med en galleon tilbage til Veracruz for at annoncere sin sikre ankomst og planlægge genforsyningen af stedet. Han udstyrede to skibe en rejse til Spanien, imens han afventede to udforskende parters tilbagevendelse. Da en stor del af koloniens butikker ventede på skibene, sendte Luna flere udforskningshold ind i landet for at spejde område; de vendte tilbage efter tre uger, da de kun fandt en indianerby. Inden de kunne losse skibene, fejede en orkan (med stormflod) om natten den 19. september 1559 igennem og ødelagde de fleste af skibene og lasten: fire skibe, en galeon, en bark og en karavel, der sammen med dens last blev skubbet mod indlandet ind i en lund. Eftersom kolonien var i alvorligt fare, rejse de fleste af mændene mod indlandet til Alabama River til landsbyen Nanipacana (også gengivet som Nanipacna, Ypacana og Nypacana), som de havde fundet forladt; de navngiv byen Santa Cruz de Nanipacana og faldt til indtil resten af koloniens ankomst. Tilbage i Mexico sendte vicekongen i november to nødhjælpsskibe og lovede ekstra støtte til foråret.
Understøttelsen hjælp kolonien gennem vinteren, men de forventede forsyninger i foråret var ikke ankommet i september. I midten af februar beordrede Luna de fleste af kolonisterne at flytte mod indlandet til Nanipacana, hvor de blev i slutningen af Juni 1560. Til sidste ansporede manglen på mad i Nanipacana Luna til at sende en afdeling på 200 mand op ad floden til høvdingeriget Coosa (Coça) i det nordvestlige Georgia, hvor de blev gennem hele november, inden de vendte tilbage til Pensacolabugten. Tilbage i Ochuse ved Pensacolabugten, delvist som resultat af de stigende spændinger mellem Luna og hans tilbageværende officerer og mænd, erstattede vicekongen endelig Luna med en ny guvernør, Ángel de Villafañe, som ankom i Pensacolabugten i april 1561 og tilbød at tage alle, der ønskede at tage af sted, på en ekspedition til Cuba og Santa Elena. Luna fik tilladelse til at forlade stedet; han tog et skib til Havana og i sidste ende Spanien, selvom han i sidste ende tilbragte resten af sine dage i Mexico, hvor han døde i 1573. Luna-bosættelsen blev i løbet af august 1561 besat af en afdeling af halvtreds mænd under kaptajn Biedma; de blev efterladt der af Villafañe, i tilfælde af at yderligere ordrer ankom fra vicekonge Velasco; Pensacolaområdet forblev, efter at Villafañe hentede dem og endelig vendte tilbage til Veracruz, ikke befolket af europæere igen før i 1698, da spanierne grundlagde Presidio Santa Maria de Galve ved nutidens Naval Air Station Pensacola.
Luna-koloniens beliggenhed blev i oktober 2015 genopdaget af en lokal historiker ved navn Tom Garner, og undersøges af arkæologiprogrammet ved University of West Florida under arkæolog og hovedforsker John Worth.